# Загреб (гандбольний клуб)
Загреб (гандбольний клуб) — професійний чоловічий гандбольний клуб із Загреба, Хорватія. Найсильніший клуб Хорватії і один із найсильніших клубів світу в 1990-х роках.

## Історія
Команда з гандболу в Загребі з'явилася в 1922 році. Аж до 60-х в клубі розвивали гандбол 11 × 11. Після Другої світової війни «Загреб» неодноразово ставав чемпіоном Югославії (11 × 11). У 1965 році клуб виграв чемпіонство, тоді розпочалось падіння результатів. Наступного титулу клубу довелося чекати 24 роки. Після розпаду Югославії у команди з'явилися нові спонсори і відразу клуб став одним з кращих клубів того часу. Протягом семи років клуб шість разів грав у фіналах Ліги чемпіонів, два з яких принесли головний кубок. У 21 столітті команда  до цих пір є беззмінним чемпіоном Хорватії.

## Колишні назви
- 1922-1992: «Загреб»
- 1992-1995: «Бадель»
- 1996: «Банка Кроація»
- 1997-2001: «Бадель»
- 2001-2006: «Бадель-1862 Загреб»
- 2007-2009: «Загреб»
- 2009  - «Кроація Осігураньє Загреб»

## Досягнення
Команда "Загреб" була 33 рази чемпіоном країни та 27 разів вигравала кубок країни. Клуб також був двічі чемпіоном Європи і ще чотири рази грав у фіналі, а також входить у вісім найкращих гандбольних клубів в історії Ліги чемпіонів EHF.
| Хорватія - Хорватська прем'єр-ліга гандболу Чемпіони (28): 1992, 1992–93, 1993–94, 1994–95, 1995–96, 1996–97, 1997–98, 1998–99, 1999–2000, 2000–01, 2001–02, 2002–03, 2003–04, 2004–05, 2005–06, 2006–07, 2007–08, 2008–09, 2009–10, 2010–11, 2011–12, 2012–13, 2013–14, 2014–15, 2015 –16, 2016–17, 2017–18, 2018–19 - Кубок Хорватії з гандболу Чемпіони (26): 1991–92, 1992–93, 1993–94, 1994–95, 1995–96, 1996–97, 1997–98, 1998–99, 1999–2000, 2002–03, 2003–04, 2004 –05, 2005–06, 2006–07, 2007–08, 2008–09, 2009–10, 2010–11, 2011–12, 2012–13, 2013–14, 2014–15, 2015–16, 2016–17, 2017–18, 2018–19 Югославія - Чемпіонат Югославії з гандболу Чемпіони (6): 1956–57, 1961–62, 1962–63, 1964–65, 1988–89, 1990–91 - Кубок Югославії з гандболу Чемпіони (2): 1962, 1991 Європа - Ліга чемпіонів КВЧ Чемпіони (2): 1991–92, 1992–93 - Ліга SEHA Чемпіони (1): 2012–13 |

## Нинішній склад
воротарі
```
01 Хорватія Маріо Келентріч
12 Хорватія Іван Стефанович
16 Хорватія Філіп Ивич
```

гравці
```
04 Хорватія Ловро Міхич
06 Хорватія Бруно Буторац
09 Хорватія Єрко Матуліч
11 Хорватія Ловро Шпрем
17 Хорватія Грвое Батіновіч
18 Хорватія Златко Хорват
03 Хорватія Марино Марич
05 Хорватія Ілля Брозовіч
13 Хорватія Тео Чорич
19 Хорватія / Боснія і Герцеговина Леон Сушно
23 Хорватія Домагой Сршен
07 Хорватія Лука Степанчіч
10 Хорватія Марко Матіч
14 Хорватія Лука Шебетіч
20 Хорватія Йосип Шандрк
22 Хорватія Йосип Вальчіч
24 Хорватія Тончі Вальчіч
27 Хорватія Стіпе Мандалініч
37 Хорватія Сандро Обрановіч
47 Хорватія Анте Калеб
```

## Відомі гравці
- Патрик Чавар
- Славко Голужа
- Горан Перковац
- Ілля Брозович